# 덩굴별꽃

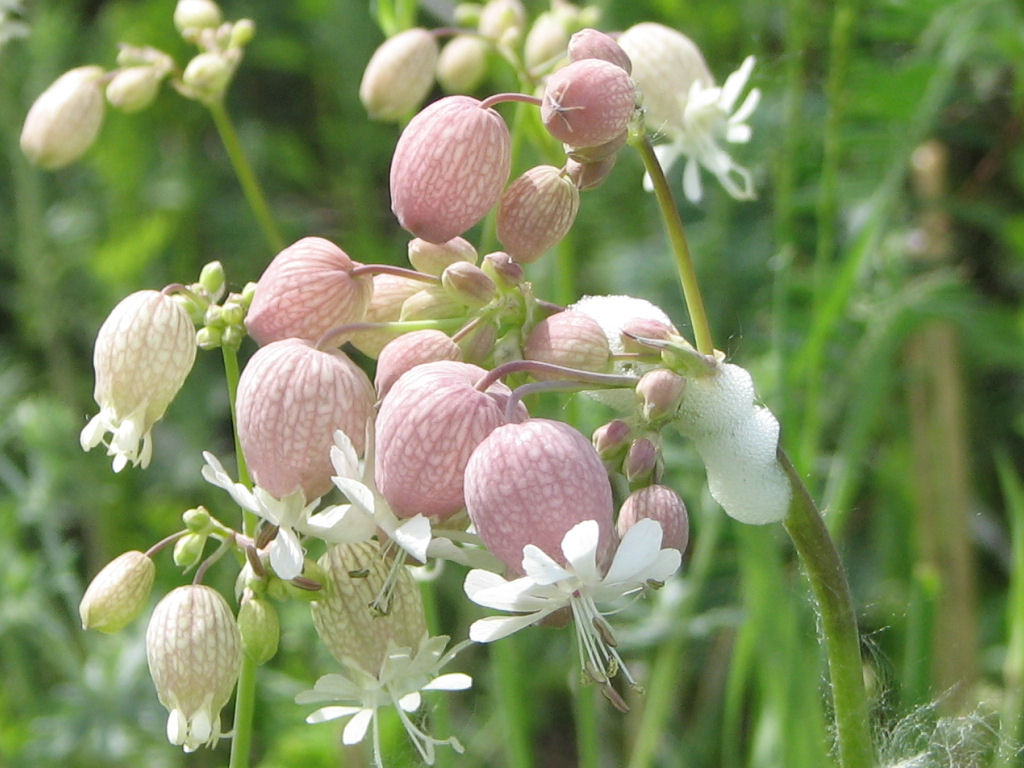

덩굴별꽃(Silene vulgaris, bladder campion, maidenstears)은 한국 각처의 산이나 들에 나는 덩굴성 여러해살이풀이다. 전체에 꼬불꼬불한 털이 나고, 줄기는 가늘고 길다. 마디가 있고, 길이 1.7m이다. 잎은 마주나며, 난형, 난상 피침형이고 길이 2-5cm이다. 꽃은 가지 끝에 1송이씩 옆을 향해 달리고, 흰색이다. 꽃받침은 통형이었다가 나중에는 갈라져 벌어진다. 꽃잎 5장, 끝이 2갈래로 수술 10개, 암술대 3개, 씨방 1실이다. 열매는 장과이며 둥글다. 꽃받침과 열매 사이에 자루가 있고, 검은색이며 터지지 않는다.